# Кабанов, Сергей Иванович
Серге́й Ива́нович Каба́нов (1901—1973) — советский морской артиллерист и военачальник, генерал-лейтенант.

## Начальная биография
Родился в рабочей семье. В 1916 году окончил четырехклассное городское училище и начал работать сортировщиком писем на главпочтамте Петрограда. Будучи стрелком полка Петроградского Совета принимал участие в Октябрьской революции.

## Участие вГражданской войне. Служба вРККА
В Красную армию вступил добровольцем 23 августа 1919 года и был зачислен на 1-е Петроградские артиллерийские курсы. В составе сводной дивизии курсантов с сентября 1920 года по февраль 1921 года участвовал в боях против белогвардейских войск на Южном фронте.
С марта 1921 года по сентябрь 1923 года обучался в 3-й артиллерийской школе РККА. После окончания обучения, командовал в 1923-1925 годах взводом  в  1-й артиллерийской бригаде Кронштадской крепости. В январе-мае 1925 года командовал взводом в 1-м артиллерийском полку Кронштадской крепости. В 1925-1926 годах командовал артиллерийской башней и батареей в том же полку.
С января 1926 года по октябрь 1927 года командовал батареей в 1-м артиллерийском дивизионе 3-й артиллерийской бригады. С октября 1927 года по октябрь 1928 года обучался на Специальных курсах командного состава военно-морских сил РККА.
В 1931 году Кабанов командовал башенной 203-мм батареей на форте «Красноармейский». В июне 1933 году Кабанов был назначен командиром 31-го артиллерийского дивизиона Ижорского укреплённого района Краснознамённого Балтийского флота. В мае 1934 года назначен комендантом форта «Красная Горка».
В мае 1936 года майор Кабанов был назначен командиром 1-го железнодорожного артиллерийского дивизиона Ижорского укреплённого района Балтийского флота.  В 1936 году награжден орденом «Знак Почета». В декабре 1937 года назначен помощником начальника артиллерии Ижорского укреплённого района Балтийского флота. В марте 1938 года полковник Кабанов был назначен комендантом Южного укреплённого района Балтийского флота. 28 марта 1939 года ему было присвоено звание комбриг . 7 мая 1939 года назначен начальником тыла – помощником командующего Балтийским флотом.

## Участие всоветско-финской войне
Во время советско-финской войны комбриг Кабанов командовал береговой обороной Балтийского флота и «за образцовое выполнение боевых заданий Командования на фронте борьбы с финской белогвардейщиной и проявленные при этом доблесть и мужество» был награжден орденом Красной Звезды . 4 июня 1940 года ему было присвоено звание генерал-майора береговой службы . 
20 ноября 1940 года генерал-майор Кабанов был направлен для обучения на курсы усовершенствования Высшего начальствующего состава при Военно-морской академии имени К. Е. Ворошилова. После окончания обучения, был назначен в марте 1941 года командиром военно-морской базы на полуострове Ханко.

## Участие вВеликой Отечественной войне
В начале Великой Отечественной войны руководил обороной острова Ханко и крайне сложной обстановке сумел организовать эвакуацию его гарнизона. 16 сентября 1941 года присвоено звание генерал-лейтенанта береговой службы  и награжден орденом Ленина. В декабре 1941 года назначен командующим войсками внутренней обороны Ленинграда и начальником гарнизона города. Возглавил работу по возведению оборонительных сооружений в черте города и дельте реки Нева.
31 июля 1942 года генерал-лейтенант Кабанов был назначен командующим образованного на базе  23-го укрепрайона Северного оборонительного района. В трудных условиях размещения и снабжения войск Кабанов сумел организовать защиту прилегающих районов и морских акваторий и «за мужество, личную храбрость и умелое командование» награжден орденом Красного Знамени.

## Служба на Тихом океане. Участие всоветско-японской войне
3 сентября 1943 года генерал-лейтенант Кабанов был назначен начальником береговой обороны и комендантом главной военно-морской базы Тихоокеанского флота. В апреле 1944 года назначен начальником управления береговой обороны Тихоокеанского флота. Награжден «за выслугу лет» вторым орденом Красного Знамени и вторым орденом Ленина.
Во время советско-японской войны руководил высадкой десантов в порту Сейсин и военно-морской базе Гензан и «за успешное выполнение поставленных задач по разгрому японских захватчиков» был награжден третьим орденом Красного Знамени. 

## Дальнейшая служба
20 августа 1945 года генерал-лейтенант Кабанов был назначен командующим Южным морским оборонительным районом и продолжал службу в этой должности после окончания военных действий. В июне 1946 года назначен начальником береговой обороны Юго-Балтийского флота. В феврале 1947 года назначен начальником тыла 4-го военно-морского флота. В феврале 1949 года уволен в отставку по болезни. В сентябре 1951 года вновь принят на службу и в октябре назначен командиром военно-морской базы Порккала-Удд Краснознамённого Балтийского флота. В мае 1952 года переаттестован с присвоением звания генерал-лейтенант артиллерии. В апреле 1956 года уволен в отставку.

## Сочинения
- Кабанов С. И. Поле боя — берег. — М.: Воениздат, 1977. — 364 с. — (Военные мемуары). / Литературная подготовка текста В. А. Рудного.
- Кабанов С. И. На дальних подступах. — М.: Воениздат, 1971. — 304 с. (Военные мемуары.), ISBN: ЗНА 438БН2-27112018-23